# Prosphilus
Prosphilus is een kevergeslacht uit de familie van de boktorren (Cerambycidae). De wetenschappelijke naam van het geslacht werd voor het eerst geldig gepubliceerd in 1864 door Thomson.

## Soorten
Prosphilus omvat de volgende soorten:
- Prosphilus mourgliai Adlbauer, 1995
- Prosphilus pectinicornis Ferreira & Veiga-Ferreira, 1953
- Prosphilus serricornis (Dalman, 1817)
- Prosphilus vansoni Ferreira & Veiga-Ferreira, 1953